# Mistrzostwa Ameryki Północnej, Środkowej i Karaibów w Piłce Siatkowej Kobiet 1989
XI Mistrzostwa Ameryki Północnej, Środkowej i Karaibów w piłce siatkowej kobiet odbyły się w 1989 roku w San Juan w Portoryko. W mistrzostwach wystartowało 11 reprezentacji. Mistrzem została po raz siódmy reprezentacja Kuby.

## Klasyfikacja końcowa
| Miejsce | Reprezentacja                        |
| ------- | ------------------------------------ |
|         | Kuba                                 |
|         | Kanada                               |
|         | Stany Zjednoczone                    |
| 4.      | Meksyk                               |
| 5.      | Dominikana                           |
| 6.      | Portoryko                            |
| 7.      | Kostaryka                            |
| 8.      | Gwatemala                            |
| 9.      | Wyspy Dziewicze Stanów Zjednoczonych |
| 10.     | Haiti                                |
| 11.     | Honduras                             |